# ЮАС на летних Олимпийских играх 1912
ЮАР (с 31 мая 1910 по 31 мая 1961 года — ЮАС) принимала участие в Летних Олимпийских играх 1912 года в Стокгольме (Швеция) в третий раз за свою историю, и завоевала четыре золотые и две серебряные медали.

## Медалисты
| Медаль  | Спортсмен                     | Вид спорта      | Дисциплина                |
| ------- | ----------------------------- | --------------- | ------------------------- |
| Золото  | Кеннет МакАртур               | Лёгкая атлетика | Мужчины, марафон          |
| Золото  | Рудольф Льюис                 | Велоспорт       | Мужчины, групповая гонка  |
| Золото  | Чарльз Винслоу                | Теннис          | Мужчины, одиночный разряд |
| Золото  | Чарльз Винслоу Харольд Китсон | Теннис          | Мужчины, парный разряд    |
| Серебро | Кристиан Гитсхэм              | Лёгкая атлетика | Мужчины, марафон          |
| Серебро | Харольд Китсон                | Теннис          | Мужчины, одиночный разряд |